# Dietenheim
Dietenheim é uma cidade da Alemanha localizada no distrito dos Alpes-Danúbio, região administrativa de Tubinga, no estado de Baden-Württemberg.